# Kubánský cestovní pas

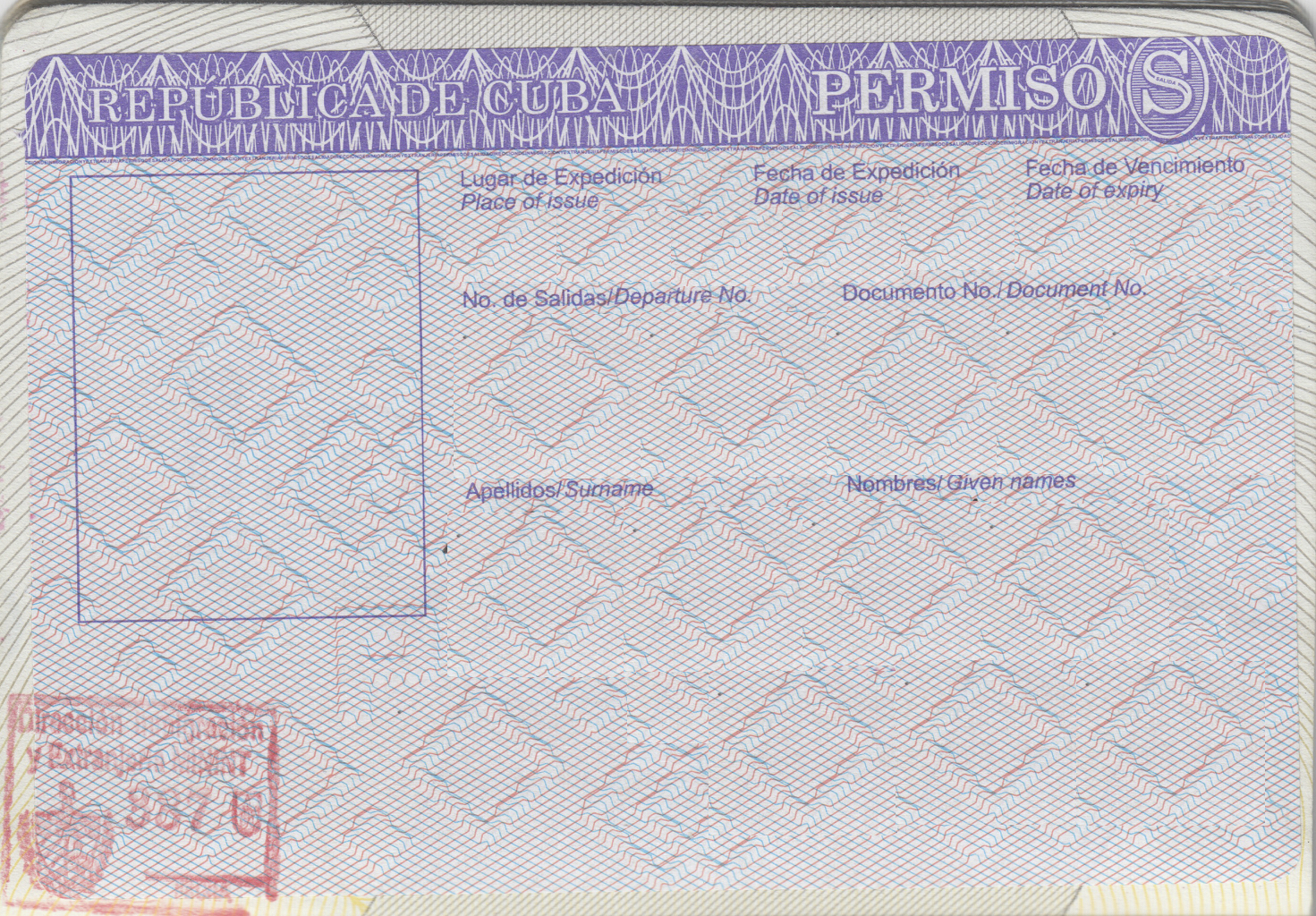
Dříve vyžadované povolení k výjezdu s razítkem v kubánském pase

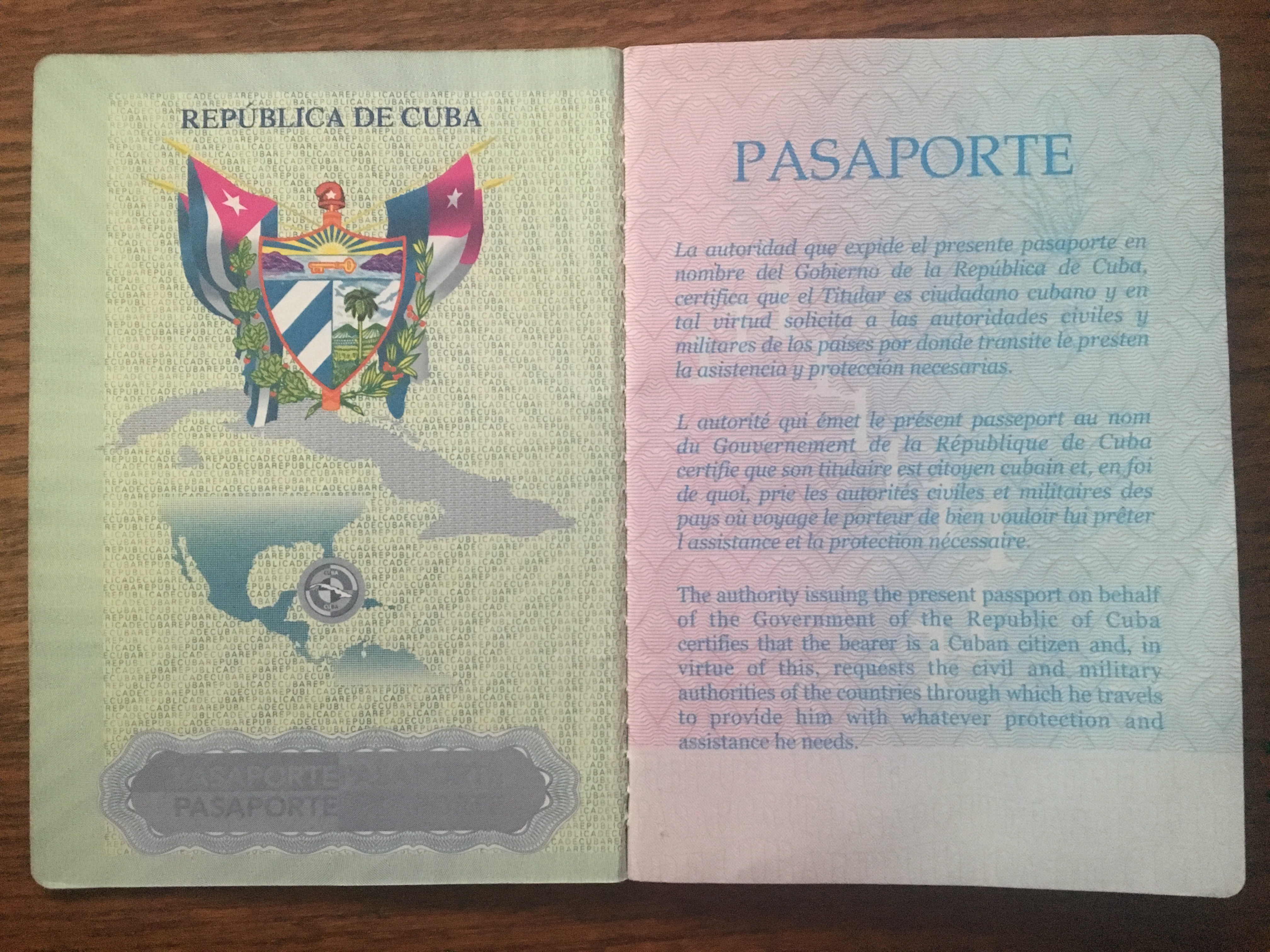
Předsádka a první stránka kubánského pasu

Kubánský cestovní pas (španělsky: Pasaporte cubano) je doklad totožnosti vydávaný občanům Kuby za účelem usnadnění cestování do zahraničí. Má platnost 10 let od data vydání a validován je každé 2 roky.
Stojí 2 500 kubánských pesos, což zhruba odpovídá hodnotě 2 227 Korun českých. Náklady na vydání tohoto pasu jsou přibližně 200 amerických dolarů (200 CUC) a 200 dolarů musí každé dva roky platit také Kubánci žijící ve Spojených státech.
Kromě toho musí kubánský občan, který žije mimo Kubu, zaplatit každé dva roky 200 eur, aby získal povolení ke vstupu na Kubu. Bez tohoto povolení a kubánského pasu je Kubáncům přístup na ostrov odepřen.
Do 14. ledna 2013 kubánská vláda vyžadovala, aby všichni kubánští občané a cizinci, jako například zahraniční studenti, kteří žijí na Kubě a chtějí opustit zemi, získali povolení k výstupu (španělsky Permiso de Salida). Zrušení tohoto kontroverzního požadavku v lednu 2013 vedlo k dlouhým frontám u pasových úřadů, tvořených lidmi, kteří chtěli legálně cestovat do zahraničí; fronty však byly částečně přičítány také zdvojnásobení nákladů na získání pasu následující den na ekvivalent 89 korun (100 pesos), což odpovídá pěti měsíčním průměrným státním platům na Kubě. K roku 2025 je cestovní pas, kromě případného víza z cílové země, jediným dokumentem potřebným k opuštění Kuby.

## Vízové požadavky

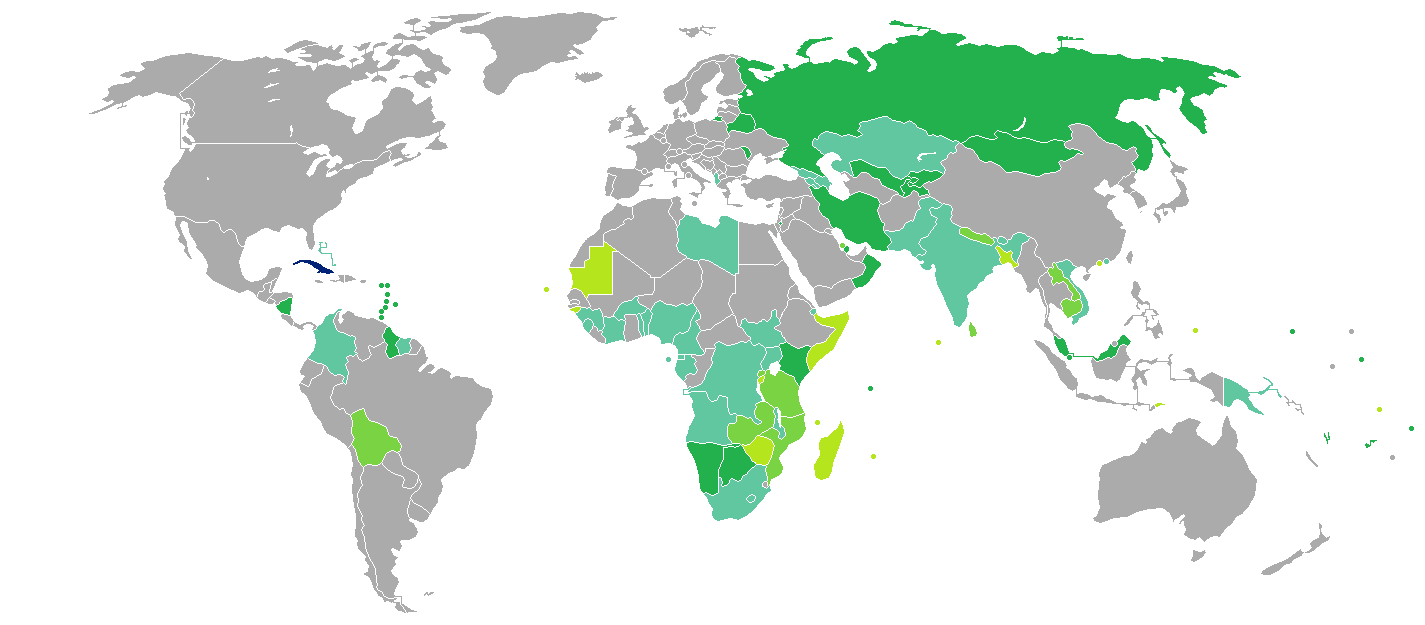
Země a území s bezvízovým stykem nebo s vízem po příjezdu pro držitele běžných kubánských pasů
Kuba
Vízum není třeba
Vízum při příjezdu
Vyžaduje se e-Vízum
Vízum nutné předem